# Jem
Jemma Griffiths (Jem; født 18. maj 1975) er en walisisk sangerinde, sangskriver og producer.
Jem brød igennem i 2005 med singlen They, der også hittede i Danmark, ikke mindst i kraft af en placering som Ugens Uundgåelige på P3. 
Jems musikalske karriere begyndte i hjembyen Cardiff i Wales, hvor hun er født og opvokset. Siden kom hun ind på Sussex Universitet og i midt 90’erne hang hun ud med folk som Lo Fideli-ty Allstars og breakbeat produceren Adam Freeland.
Jem begyndte siden at skrive sange og flyttede til London med en demo i hånden. Her mødte hun producer Guy Sigsworth, som hun skrev Madonna-nummeret Nothing Fails sammen med.
Derefter gik turen til USA, hvor hun mødte producerne Ge-Ology og Yoad Nevor, der hjalp med at twiste Jem’s sound hen imod electronica tilsat Dido-lignende vokal på debutalbummet Finally Woken (2005). 
Den 2. februar 2009 udkom albummet Down To Earth. Første single var It's Amazing, som er inkluderet i soundtracket til filmen Sex and the City. 